# 武田恒夫
武田 恒夫（たけだ つねお、1925年〈大正14年〉12月5日 - 2021年〈令和3年〉9月4日）は、日本の美術史家。大阪大学名誉教授、大手前大学名誉教授。専門は日本絵画史。

## 経歴
1925年、京都府で生まれた。京都大学文学部哲学科で学び、1951年に卒業。
1962年、京都国立博物館学芸科技官に採用された。1967年より同室長。
1974年、大阪大学文学部教授に就任。1983年、学位論文『近世初期障屏画の研究』を大阪大学に提出して文学博士の学位を取得。1989年に大阪大学を退任し、名誉教授となった。同年4月からは大手前女子大学文学部教授として教鞭をとった。2003年、日本学士院会員に選出された。
2021年9月4日、老衰のため死去。95歳没。死没日をもって従四位に叙される。

## 受賞・栄典
- 1997年：『狩野派絵画史』で芸術選奨文部科学大臣賞受賞[3]
- 2001年：京都市文化功労者
- 2004年秋 瑞宝重光章受勲[3]

## 著作
著書
- 『桃山の花鳥と風俗：障屏画の世界』日本放送出版協会 1971
- 『日本絵画と歳時 景物画史論』ぺりかん社 1990
- 『狩野派絵画史』吉川弘文館 1995
- 『狩野派障屏画の研究 和様化をめぐって』吉川弘文館 2002
- 『屏風絵にみる季節』中央公論美術出版 2008

共編著
- 『近世初期風俗画』(日本の美術 20)至文堂 1967
- 『遊楽・誰力袖』(日本屏風絵集成 14)小林忠・切畑健他共著 講談社 1977
- 『景物画 四季景物』(日本屏風絵集成 9) 安達啓子・井上研一郎・吉田友之ほか共著 講談社 1977
- 『風俗画 洛中洛外』(日本屏風絵集成 11)講談社 1978
- 『祭礼』(日本屏風絵集成 13)講談社 1978
- 『年中行事』(近世風俗図譜 1)山中裕共著 小学館 1983
- 『桃山絵画：日本の美術』至文堂 1983
- 『賤ケ岳合戦図・小牧長久手合戦図』桑田忠親ほか共著 中央公論社 1988
- 『関ケ原合戦図』(戦国合戦絵屏風集成) 桑田忠親ほか共著 中央公論社 1988
- 『大坂冬の陣図・大坂夏の陣図（戦国合戦絵屏風集成）』岡本良一ほか共著 中央公論社 1988
- 『戦国武家風俗図』(戦国合戦絵屏風集成) 桑田忠親ほか共著 中央公論社 1988
- 『平家物語』(図説・日本の古典)永積安明ほか共著 集英社 1988
- 『障屏画』(原色日本の美術 13)小学館 1990
- 『海北友松』(日本の美術 324)国立文化財機構監修 至文堂 1993
- 『探幽・守景』(水墨画の巨匠)松永伍一共著 講談社 1994
- 『原色日本の美術13 障屏画』小学館 1997
- 『視覚芸術の比較文化』(大手前大学比較文化研究叢書) 松村昌家・辻成史共編 思文閣出版 2004

記念論文集
- 『美術史の断面─武田恒夫先生古稀記念会』清文堂出版 1995

論文
- Cinii